# Tour de Francia 1988
El 75.º Tour de Francia se disputó del 2 al 24 de julio de 1988 sobre un recorrido de 22 etapas y con un total de 3281 km que el vencedor cubrió a una velocidad media de 38,909 km/h. La carrera comenzó en Pornichet y concluyó en París.

## Equipos participantes
|  | Equipo                | Jefe de Filas         |  |
|  | --------------------- | --------------------- |  |
|  | 7 Eleven - Hoonved    | Andrew Hampsten       |  |
|  | ADR - Mini Flat       | Dirk Demol            |  |
|  | BH                    | Anselmo Fuerte        |  |
|  | Café de Colombia      | Luis Herrera          |  |
|  | Caja Rural            | Marino Lejarreta      |  |
|  | Carrera               | Urs Zimmermann        |  |
|  | Chateau D'ax          | Gianni Bugno          |  |
|  | Fagor - MBK           | Robert Millar         |  |
|  | Hitachi - Bosal       | Claude Criquelion     |  |
|  | KAS - Canal 10        | Sean Kelly            |  |
|  | Kelme                 | Fabio Parra           |  |
|  | Panasonic - Isostar   | Erik Breukink         |  |
|  | PDM                   | Steven Rooks          |  |
|  | Reynolds              | Pedro Delgado         |  |
|  | RMO - Liberia - Mavic | Patrice Esnault       |  |
|  | Sigma - Fina          | Hennie Kuiper         |  |
|  | Superconfex - Yoko    | Rolf Gölz             |  |
|  | Systeme U             | Laurent Fignon        |  |
|  | Teka                  | Raymund Dietzen       |  |
|  | Toshiba               | Jean François Bernard |  |
|  | Weinmann - La Suisse  | Niki Ruttimann        |  |
|  | Z - Peugeot           | Ronan Pensec          |  |

## Etapas
| Etapa | Fecha       | Recorrido                         | Distancia (km) | Ganador              | Líder           |
| ----- | ----------- | --------------------------------- | -------------- | -------------------- | --------------- |
| Pr.   | 3 de julio  | Pornichet-La Baule                | 1 (CRI)        | Guido Bontempi       | Guido Bontempi  |
| 1.ª   | 4 de julio  | Pontchâteau-Machecoul             | 91,5           | Steve Bauer          | Steve Bauer     |
| 2.ª   | 4 de julio  | La Haie-Fouassière-Ancenis        | 48 (CRE)       | Panasonic            | Teun Van Vliet  |
| 3.ª   | 5 de julio  | Nantes-Le Mans                    | 213,5          | Jean Paul Van Poppel | Teun Van Vliet  |
| 4.ª   | 6 de julio  | Le Mans-Évreux                    | 158            | Acacio da Silva      | Teun Van Vliet  |
| 5.ª   | 7 de julio  | Neufchatel en Bray-Liévin         | 147,5          | Jelle Nijdam         | Henk Lubberding |
| 6.ª   | 8 de julio  | Liévin-Wasquehal                  | 52 (CRI)       | Sean Yates           | Jelle Nijdam    |
| 7.ª   | 9 de julio  | Wasquehal-Reims                   | 225,5          | Valerio Tebaldi      | Jelle Nijdam    |
| 8.ª   | 10 de julio | Reims-Nancy                       | 219            | Rolf Gölz            | Steve Bauer     |
| 9.ª   | 11 de julio | Nancy-Estrasburgo                 | 160,5          | Jérôme Simon         | Steve Bauer     |
| 10.ª  | 12 de julio | Belfort-Besanzón                  | 149,5          | Jean Paul Van Poppel | Steve Bauer     |
| 11.ª  | 13 de julio | Besançon-Morzine                  | 232            | Fabio Parra          | Steve Bauer     |
| 12.ª  | 14 de julio | Morzine-Alpe d'Huez               | 227            | Steven Rooks         | Pedro Delgado   |
| 13.ª  | 15 de julio | Grenoble-Villard de Lans          | 38 (CRI)       | Pedro Delgado        | Pedro Delgado   |
| 14.ª  | 17 de julio | Blagnac-Guzet Neige               | 163            | Massimo Ghirotto     | Pedro Delgado   |
| 15.ª  | 18 de julio | Saint Girons-Luz Ardiden          | 187,5          | Laudelino Cubino     | Pedro Delgado   |
| 16.ª  | 19 de julio | Tarbes-Pau                        | 38             | Adri Van der Poel    | Pedro Delgado   |
| 17.ª  | 19 de julio | Pau-Burdeos                       | 210            | Jean Paul Van Poppel | Pedro Delgado   |
| 18.ª  | 20 de julio | Ruelle sur Touvre-Limoges         | 93,5           | Gianni Bugno         | Pedro Delgado   |
| 19.ª  | 21 de julio | Limoges-Puy de Dôme               | 188            | Johnny Weltz         | Pedro Delgado   |
| 20.ª  | 22 de julio | Clermont Ferrand-Chalon sur Saone | 223,5          | Thierry Marie        | Pedro Delgado   |
| 21.ª  | 23 de julio | Santenay                          | 46 (CRI)       | Juan Martínez Oliver | Pedro Delgado   |
| 22.ª  | 24 de julio | Nemours-París                     | 172,5          | Jean Paul Van Poppel | Pedro Delgado   |

## Clasificaciones

### Clasificación general
|  | Pos. |  | Ciclista           | Equipo              | Tiempo           |  | Difer.        |  |
|  | ---- |  | ------------------ | ------------------- | ---------------- |  | ------------- |  |
|  |      |  | Pedro Delgado      | Reynolds            | 84 h 27 min 53 s |  |               |  |
|  |      |  | Steven Rooks       | PDM                 | 84 h 35 min 6 s  |  | a 7 min 13 s  |  |
|  | 3.°  |  | Fabio Parra        | Kelme               | 84 h 37 min 51 s |  | a 9 min 58 s  |  |
|  | 4.°  |  | Steve Bauer        | Weinmann-La Suisse  | 84 h 40 min 08 s |  | a 12 min 15 s |  |
|  | 5.°  |  | Eric Boyer         | Système U           | 84 h 41 min 57 s |  | a 14 min 4 s  |  |
|  | 6.°  |  | Luis Herrera       | Café de Colombia    | 84 h 42 min 29 s |  | a 14 min 36 s |  |
|  | 7.°  |  | Ronan Pensec       | Z - Peugeot         | 84 h 44 min 45 s |  | a 16 min 52 s |  |
|  | 8.°  |  | Álvaro Pino        | BH                  | 84 h 46 min 29 s |  | a 18 min 36 s |  |
|  | 9.°  |  | Peter Winnen       | Panasonic - Isostar | 84 h 47 min 05 s |  | a 19 min 12 s |  |
|  | 10.° |  | Denis Roux         | Z - Peugeot         | 84 h 48 min 01 s |  | a 20 min 08 s |  |
|  | 11.° |  | Gert-Jan Theunisse | PDM                 | 84 h 50 min 39 s |  | a 22 min 46 s |  |
|  |      |  | Erik Breukink      | Panasonic - Isostar | 84 h 50 min 59 s |  | a 23 min 06 s |  |
|  | 13.° |  | Laudelino Cubino   | BH                  | 84 h 51 min 39 s |  | a 23 min 46 s |  |
|  | 14.° |  | Claude Criquielion | Hitachi - Bosal     | 84 h 52 min 25 s |  | a 24 min 32 s |  |
|  | 15.° |  | Andrew Hampsten    | 7 Eleven - Hoonved  | 84 h 53 min 53 s |  | a 26 min 00 s |  |
|  | 16.° |  | Marino Lejarreta   | Caja Rural          | 84 h 54 min 29 s |  | a 26 min 36 s |  |
|  | 17.° |  | Pascal Simon       | Système U           | 84 h 56 min 32 s |  | a 28 min 39 s |  |
|  | 18.° |  | Eric Caritoux      | KAS - Canal 10      | 84 h 56 min 57 s |  | a 29 min 04 s |  |
|  | 19.° |  | Jérôme Simon       | Z - Peugeot         | 84 h 58 min 48 s |  | a 30 min 55 s |  |
|  | 20.° |  | Raúl Alcalá        | 7 Eleven - Hoonved  | 84 h 59 min 07 s |  | a 31 min 14 s |  |

### Clasificación por puntos
|  | Pos. |  | Ciclista        | Equipo             | Puntos |  |
|  | ---- |  | --------------- | ------------------ | ------ |  |
|  |      |  | Eddy Planckaert | ADR - Mini Flat    | 278    |  |
|  | 2.°  |  | Davis Phinney   | 7 Eleven - Hoonved | 193    |  |
|  | 3.°  |  | Sean Kelly      | KAS - Canal 10     | 183    |  |
|  | 4.°  |  | Steven Rooks    | PDM                | 154    |  |
|  | 5.°  |  | Mathieu Hermans | Caja Rural         | 153    |  |

### Clasificación de la montaña
|  | Pos. |  | Ciclista           | Equipo      | Puntos |  |
|  | ---- |  | ------------------ | ----------- | ------ |  |
|  |      |  | Steven Rooks       | PDM         | 326    |  |
|  | 2.°  |  | Gert-Jan Theunisse | PDM         | 248    |  |
|  | 3.°  |  | Pedro Delgado      | Reynolds    | 223    |  |
|  | 4.°  |  | Ronan Pensec       | Z - Peugeot | 130    |  |
|  | 5.°  |  | Fabio Parra        | Kelme       | 123    |  |

| \| 1. \| Erik Breukink \| Holanda \| PAN \| 84h 50' 59" \| \| 2. \| Raúl Alcalá \| México \| 7EL \| + 8' 08" \| \| 3. \| Janusz Kuum \| Noruega \| ADR \| + 15' 47" \| |               |         |     |             |
| 1. | Erik Breukink | Holanda | PAN | 84h 50' 59" |
| 2. | Raúl Alcalá   | México  | 7EL | + 8' 08"    |
| 3. | Janusz Kuum   | Noruega | ADR | + 15' 47"   |

| \| 1. \| PDM \| Holanda \| PDM \| - \| \| 2. \| BH \| España \| BH \| - \| \| 3. \| Z-Peugeot \| Francia \| Z \| - \| |           |         |     |   |
| 1. | PDM       | Holanda | PDM | - |
| 2. | BH        | España  | BH  | - |
| 3. | Z-Peugeot | Francia | Z   | - |